# 美星帆那
美星帆那（日语：／，10月8日—），現寶塚歌劇團宙組娘役，暱稱、，宮城縣仙台市人，畢業於仙台白百合学園中學校，身高158公分。

## 簡介
- 2019年，進入寶塚歌劇團，105期生[2][3]。同期生有星空美咲(現花組主演娘役)、七城雅(現月組男役)、紀城ゆりや(現雪組男役)、泉堂成(現宙組男役)、大希颯(現星組男役)、稀惺かずと(現星組男役)、音彩唯(現雪組娘役)、詩ちづる(現星組主演娘役)、山吹ひばり(現宙組娘役)[2][3]。初次登台表演是宙組公演『オーシャンズ11（瞞天過海)』[2][3][4][5][6][7]，之後被分到宙組[2][3]。
- 2023年，第一次擔任新人公演女主角，劇目是『カジノ・ロワイヤル〜我が名はボンド〜(皇家賭場～我的名字是龐德，改編自伊恩·佛萊明原作同名小說)』[8][9][10][11][12]。

## 寶塚歌劇團時期

### 初舞台
- 2019年4-5月 寶塚大劇場 宙組公演『オーシャンズ11（瞞天過海)』[7]

### 宙組時期
- 2019年11月-2020年2月『El Japón（エル ハポン）-イスパニアのサムライ-(El Japón─西班牙的武士─)』『アクアヴィーテ（aquavitae）!!(生命之泉!!)』[13]
- 2020年8月 寶塚Bow Hall『壮麗帝』[14]
- 2020年11月-2021年2月『アナスタシア(真假公主)』[15]
- 2021年4月 寶塚Bow Hall『夢千鳥』飾演:竹久不二彦[16]
- 2021年6-9月『シャーロック・ホームズ-The Game Is Afoot!-(夏洛克‧福爾摩斯－The Game Is Afoot!－，改編自亞瑟·柯南·道爾原作小說)』新人公演 飾演：ベーカー・ストリート イレギュラーズ(貝克街游擊隊)(正式公演:山吹ひばり)『Délicieux（デリシュー）!-甘美なる巴里-(Délicieux！－甜美的巴黎－)』[17]
- 2021年11-12月 梅田藝術劇場、東京建物 Brillia HALL『プロミセス、プロミセス(承諾、承諾，翻拍改編自電影「公寓春光」的音樂劇「Promises, Promises」)』[18]
- 2022年2-3月 寶塚大劇場『NEVER SAY GOODBYE(NEVER SAY GOODBYE─某段愛情的軌跡─)』[19]※寶塚大劇場新人公演取消
- 2022年4-5月 東京寶塚劇場『NEVER SAY GOODBYE(NEVER SAY GOODBYE─某段愛情的軌跡─)』新人公演 飾演:ベティ(貝蒂)(正式公演:小春乃さよ)[19]
- 2022年6-7月 東京建物 Brillia HALL、梅田藝術劇場『カルト・ワイン(膜拜酒)』飾演:モニカ・マラディエガ(莫妮卡・瑪拉迪埃加)[20]
- 2022年8-11月『HiGH&LOW-THE PREQUEL-』飾演:アベ(ABE【莓美瑠狂】) 新人公演 飾演:伊集院仁花(正式公演:山吹ひばり)『Capricciosa（カプリチョーザ）!!(卡布里喬沙!!)』[21]
- 2023年1月 東京国際フォーラム(東京國際論壇)『MAKAZE IZM』※真風涼帆個人演唱會[22]
- 2023年3-6月 『カジノ・ロワイヤル〜我が名はボンド〜(皇家賭場~我的名字是龐德~，改編自伊恩·佛萊明原作小說)』 新人公演 飾演:デルフィーヌ(德爾菲娜)(正式公演:潤花)[8][9][10][11][12][23]＊第一次擔任新人公演女主角
- 2023年7-8月 梅田藝術劇場、KAAT神奈川藝術劇場『大逆転裁判(大逆轉裁判，改編自逆转裁判系列電玩)』飾演:アイリス・ワトソン(愛麗絲・瓦托松)[24]
- 2023年9月 寶塚大劇場『PAGAD（パガド）(帕加德～世紀魔術師卡廖斯特羅，改編自大仲马原作小說「大野心家(一)莊園怪客」)』飾演:ウィーン市民(維也納市民)『Sky Fantasy!(天空幻想)』[25]※因為宙組組員自殺事件，公演全程取消。
- 2024年6-8月『Le Grand Escalier-ル・グラン・エスカリエ-(Le Grand Escalier ─大樓梯─)』[26]※特別公演
- 2024年10月 寶塚Bow Hall『MY BLUE HEAVEN-わたしのあおぞら-(MY BLUE HEAVEN－我的藍色天堂)』飾演:牧山アン(牧山安)[27][28]
- 2025年1-4月『宝塚110年の恋のうた(寶塚110年情歌)』飾演:ベティ(貝蒂)『Razzle Dazzle（ラズル ダズル）(拉茲爾 達茲爾)』[29]
- 2025年6-7月 東急シアターオーブ(東急劇場Orb)『ZORRO THE MUSICAL(蒙面俠蘇洛)』飾演:少年ディエゴ(少年時候的迪亞哥)/マリア(瑪麗亞)/ララ(娜娜)[30]
- 2025年9月-2026年1月 『PRINCE OF LEGEND(傳奇王子，改編TEAM HI-AX原作系列) 』飾演:星野ミレイ(星野米萊) 新人公演 飾演:京極あかり(正式公演:花菱りず)『BAYSIDE STAR(港灣之星)』[31]

## 外部連結
- 寶塚官網美星帆那簡介
- 寶塚天空舞台網站宙組特別公演『Le Grand Escalier －ル・グラン・エスカリエ－』訪談節目簡介
- 寶塚天空舞台網站宙組楓姫るる、美星帆那、渚ゆり訪談節目簡介